# Президентские выборы в России (2012)
Вы́боры президе́нта Росси́и в соответствии с решением Совета Федерации состоялись 4 марта 2012 года. Для участия в выборах официально были зарегистрированы пять кандидатов: четыре представителя зарегистрированных партий и один самовыдвиженец. Перед проведением президентских выборов в Конституцию Российской Федерации была внесена поправка, согласно которой президентский срок был увеличен до 6 лет. Выборы президента Российской Федерации состоялись в первом туре, победил Владимир Путин. Проведение президентских выборов обошлось российскому бюджету в 10,3 млрд рублей (0,015 % ВВП).

## Процедура

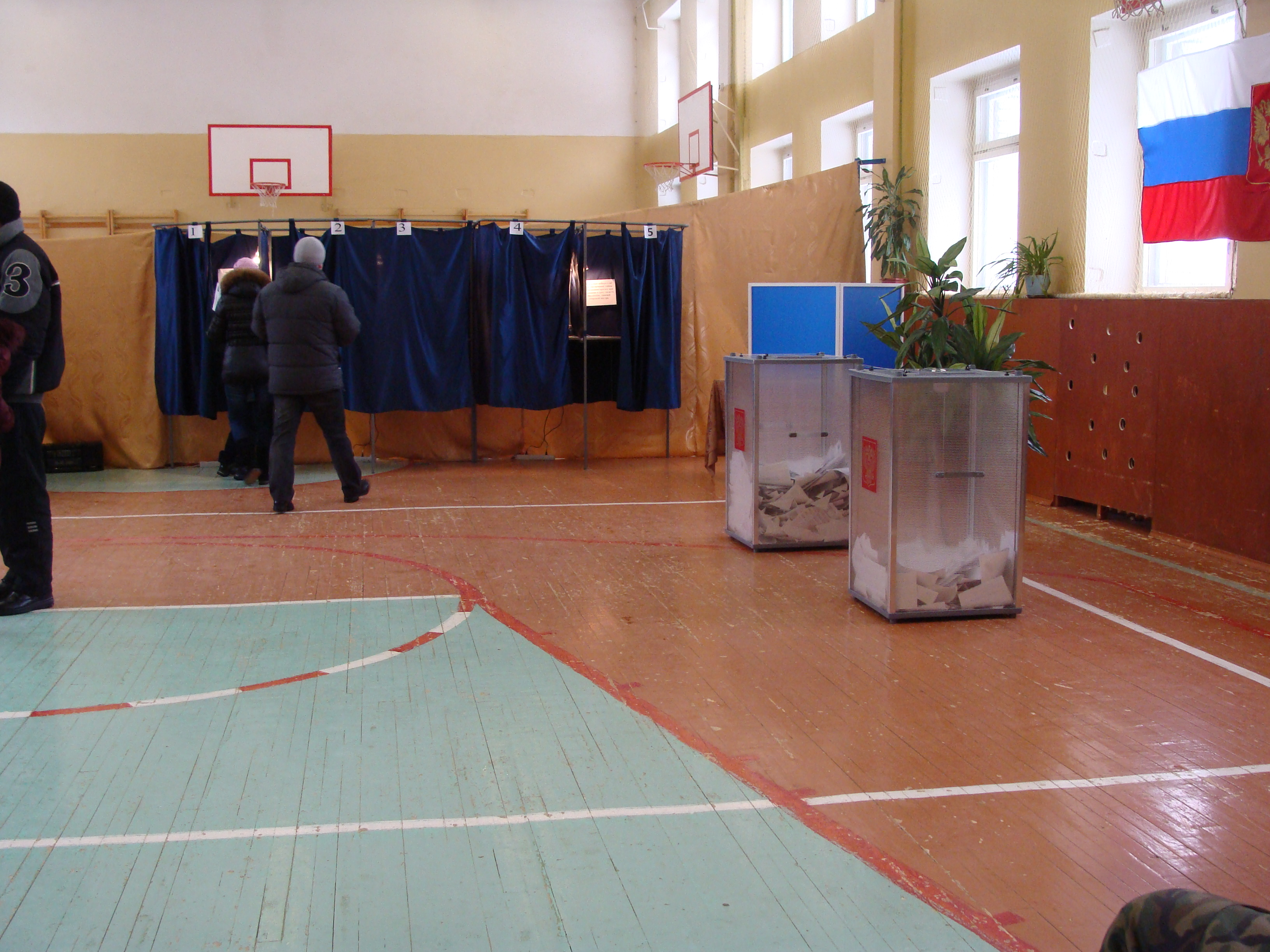
Участок в спортивном зале школы

Согласно Федеральному закону «О выборах Президента Российской Федерации», президентом может быть избран любой гражданин России не моложе 35 лет, постоянно проживающий в России не менее 10 лет. Существуют также некоторые другие ограничения для избрания (например, ограничение срока правления, недееспособность, нахождение в местах лишения свободы, наличие иностранного гражданства и пр.), которые перечислены в статье 3 закона.
Существует два способа принять участие в выборах:
- Как самовыдвиженец. Гражданин Российской Федерации может выдвинуть свою кандидатуру, но при условии поддержки его выдвижения группой избирателей. Такому кандидату для регистрации сначала необходимо создать и зарегистрировать в ЦИК группу избирателей в количестве не менее 500 граждан Российской Федерации, обладающих активным избирательным правом. Затем, чтобы быть допущенным к выборам, ему надо собрать и представить в Центральную избирательную комиссию не менее 2 миллионов подписей избирателей (причём количество представленных подписей не должно превышать 2,1 миллиона, а на один субъект Российской Федерации должно приходиться не более 50 тысяч подписей).
- Как кандидат от зарегистрированной политической партии. Кандидата выдвигает съезд партии. Кандидатам от тех партий, которые не представлены в Государственной Думе текущего созыва, чтобы быть допущенным к выборам, требуется так же, как и самовыдвиженцам, собрать не менее 2 миллионов подписей в свою поддержку.

## Кандидаты
Политическими партиями России было выдвинуто пять кандидатов. Также о намерении выдвинуть свою кандидатуру ЦИК проинформировали, как минимум, ещё 12 человек (однако, только 10 из них позже подали в ЦИК документы, необходимые для приобретения статуса выдвинутого кандидата). В дальнейшем, часть выдвинутых кандидатов, по тем или иным причинам, получила отказ в регистрации. В итоге, к выборам было допущено пять кандидатов (выделены в следующей таблице жирным шрифтом).
| Кандидат                 | Должность (на момент выдвижения)                                                                | Субъект выдвижения    | Статус |
| ------------------------ | ----------------------------------------------------------------------------------------------- | --------------------- | --- |
| Лидия Бедная             | нет данных                                                                                      | самовыдвижение        | отказано, так как были представлены не все необходимые документы, а также не была создана группа избирателей                                          |
| Владимир Жириновский     | председатель ЛДПР, депутат Госдумы                                                              | ЛДПР                  | зарегистрирован |
| Геннадий Зюганов         | председатель ЦК КПРФ, депутат Госдумы                                                           | КПРФ                  | зарегистрирован |
| Леонид Ивашов            | президент Академии геополитических проблем                                                      | самовыдвижение        | отказано, так как оповещение о проведении собрания не представлено в установленные сроки                                                              |
| Николай Левашов          | писатель                                                                                        | самовыдвижение        | отказано, так как проживает в России менее 10 лет |
| Эдуард Лимонов (Савенко) | писатель, лидер незарегистрированной партии «Другая Россия»                                     | самовыдвижение        | отказано, так как не представлен нотариально заверенный протокол о проведении собрания группы избирателей                                             |
| Дмитрий Мезенцев         | губернатор Иркутской области                                                                    | самовыдвижение        | отказано, так как в ходе проверки подписей обнаружен брак                                                                                             |
| Борис Миронов            | писатель, журналист                                                                             | самовыдвижение        | отказано, так как установлено наличие экстремистских публикаций за последние четыре года, отказ отменён Верховным судом и подтверждён после апелляции |
| Сергей Миронов           | председатель партии «Справедливая Россия», депутат Госдумы                                      | «Справедливая Россия» | зарегистрирован |
| Светлана Пеунова         | лидер незарегистрированной партии «Воля»                                                        | самовыдвижение        | отказано, так как представлено недостаточное для регистрации число подписей                                                                           |
| Михаил Прохоров          | президент ООО «Группа ОНЭКСИМ»                                                                  | самовыдвижение        | зарегистрирован |
| Владимир Путин           | председатель Правительства Российской Федерации, председатель партии «Единая Россия»            | «Единая Россия»       | зарегистрирован |
| Ринат Хамиев             | председатель Народно-патриотического союза Оренбуржья, генеральный директор ООО «Зорро»         | самовыдвижение        | отказано, так как подписи не представлены в установленные сроки                                                                                       |
| Виктор Черепков          | лидер незарегистрированной партии «Свобода и народовластие»                                     | самовыдвижение        | отказано, так как подписи не представлены в установленные сроки                                                                                       |
| Григорий Явлинский       | член Политического комитета партии «Яблоко», депутат Законодательного собрания Санкт-Петербурга | «Яблоко»              | отказано, так как при повторной проверке подписей было выявлено 25,66 % брака                                                                         |

### Поддержка кандидатов другими движениями
Владимир Путин был поддержан партиями «Патриоты России» и «Правое дело».
Геннадий Зюганов был поддержан движением «Левый фронт», несмотря на противоречия между КПРФ и данной организацией.
Владимир Жириновский получил поддержку со стороны коммуниста Виктора Анпилова от имени «Трудовой России».
Лига избирателей, представляющая участников массовых митингов «За честные выборы» на Болотной и Сахарова в Москве и по всей России, разработала проект общественного договора с кандидатами на пост президента России, получивший название «кандидатский минимум». Проект был принят участниками митинга «За честные выборы» на Болотной площади в Москве 4 февраля 2012 года. Избирателей призвали отдать свои голоса только тем кандидатам, которые включат в свои предвыборные программы «кандидатский минимум». Единственным кандидатом, полностью поддержавшим «кандидатский минимум» оказался Сергей Миронов. В то же время Владимир Рыжков выразил сомнения в готовности лидера «Справедливой России» исполнить своё обещание.
Михаил Прохоров пообещал Буковскому, что поддержит все требования Болотной, кроме ухода с поста президента через 2 года после этих выборов.

### Объявлявшие о желании участвовать в выборах
- Действовавший президент России Дмитрий Медведев, согласно Конституции России, имел право баллотироваться на второй срок. В связи с этим неоднократно заявлял о своём возможном участии в выборах[35]. Однако 24 сентября 2011 года съезд партии «Единая Россия» выдвинул в качестве кандидата на выборах президента России 2012 года — действующего Председателя Правительства РФ и второго президента России Владимира Путина. Медведев поддержал его кандидатуру, а Путин, в свою очередь, предложил ему занять пост Председателя Правительства РФ в случае своей победы[36]. Решение Медведева о неучастии в выборах вызвало негативный отклик у части россиян.
- Актёр Иван Охлобыстин. 5 сентября 2011 года заявил о своем намерении участвовать в выборах[37]. Однако позднее он уточнил, что будет участвовать, только если Священный синод Русской православной церкви разрешит ему это сделать[38]. РПЦ выступила против участия Охлобыстина в президентской гонке[39] и ему пришлось отказаться от борьбы[40].
- В декабре 2010 года была создана Партия народной свободы «За Россию без произвола и коррупции», на съезде которой летом 2011 года должен был быть выдвинут единый кандидат в президенты России от либеральной оппозиции. Однако в связи с отказом в регистрации данной партии, съезд партии в сентябре 2011 года постановил: «Существующий порядок выдвижения независимых кандидатов для участия в выборах Президента РФ носит фактически запретительный характер и лишает Партию возможностей участия в них»[41].
- 15 декабря 2010 года лидер Движения в защиту Химкинского леса Евгения Чирикова заявила «Газете.ru», что в 2012 году движение выдвинет своего кандидата на пост президента России[42]. 18 декабря 2011 года на съезде партии «Яблоко» Евгения Чирикова предложила партии выдвинуть в президенты Алексея Навального, однако в этом было отказано в связи с отсутствием письменного согласия Навального на выдвижение (Навальный в это время находился под административным арестом)[43].

## Ключевые даты
- до 29 ноября 2011 года — опубликование списка политических партий, имеющих право выдвигать своих кандидатов на пост президента;
- с 14 декабря 2011 года по 19 января 2012 года — представление в ЦИК документов для регистрации кандидата (включая подписи избирателей);
- до 16 декабря 2011 года — самовыдвижение кандидатов, представление в ЦИК ходатайства о регистрации группы избирателей и иных документов;
- до 19 декабря 2011 года — принятие решения о регистрации или отказе в регистрации группы избирателей;
- до 21 декабря 2011 года — выдвижение кандидатов на съездах политических партий, представление в ЦИК решения съезда о выдвижении кандидата и иных документов;
- до 24 декабря 2011 года — принятие решения о регистрации или отказе в регистрации уполномоченных лиц партии;
- до 14 января 2012 года — образование избирательных участков;
- до 30 января 2012 года — принятие решения о регистрации или отказе в регистрации кандидата (не позднее, чем через 10 дней после принятия документов от кандидата);
- до 31 января 2012 года — выдача копии решения об отказе в регистрации кандидата (не позднее, чем через сутки после принятия решения);
- с 5 февраля по 3 марта 2012 года — проведение предвыборной агитации на телевидении, радио и в печатных СМИ;
- с 2 по 10 февраля 2012 года — формирование участковых избирательных комиссий;
- до 9 февраля 2012 года — утверждение текста избирательного бюллетеня на русском языке;
- до 13 февраля 2012 года — публикация (в том числе и в интернете) предвыборной программы кандидата, представление её копии в ЦИК;
- до 28 февраля 2012 года кандидат имеет право снять свою кандидатуру, партия имеет право отозвать выдвинутого ею кандидата;
- до 28 февраля 2012 года — публикация результатов опроса общественного мнения, прогнозов результатов выборов;
- до 3 марта 2012 года кандидат имеет право снять свою кандидатуру при вынуждающих обстоятельствах;
- до 4 марта 2012 года — представление в ЦИК документов для регистрации доверенных лиц кандидата (не ранее выдвижения кандидата);
- 3 марта 2012 года — «день тишины»;
- 4 марта 2012 года — день голосования;
- до 16 марта 2012 года — определение результатов выборов;
- до 18 марта 2012 года — опубликование результатов выборов[44];
- 25 марта 2012 года — при необходимости день повторного голосования (ч. 2 ст. 77 ФЗ «О выборах Президента Российской Федерации»).

## Общественное мнение
| Опрос        | Опрос              | Путин  | Зюганов | Жириновский | Миронов | Прохоров | другой кандидат | не пойдут на выборы | испортят бюллетень | затруднились ответить |
| Организация  | Дата               | Путин  | Зюганов | Жириновский | Миронов | Прохоров | другой кандидат | не пойдут на выборы | испортят бюллетень | затруднились ответить |
| ------------ | ------------------ | ------ | ------- | ----------- | ------- | -------- | --------------- | ------------------- | ------------------ | --------------------- |
| ВЦИОМ        | 18—19 февраля 2012 | 53,5 % | 10,8 %  | 8,9 %       | 4,3 %   | 5,6 %    | 0 %             | 7,8 %               | —                  | 8,0 %                 |
| ФОМ          | 18—19 февраля 2012 | 50 %   | 9 %     | 6 %         | 3 %     | 5 %      | —               | 9 %                 | 1 %                | 18 %                  |
| ВЦИОМ        | 11—12 февраля 2012 | 54,7 % | 9,2 %   | 8,0 %       | 5,0 %   | 5,8 %    | 0 %             | 8,1 %               | —                  | 8,4 %                 |
| ФОМ          | 11—12 февраля 2012 | 50 %   | 9 %     | 7 %         | 2 %     | 4 %      | —               | 9 %                 | 1 %                | 18 %                  |
| ВЦИОМ        | 4—5 февраля 2012   | 53,3 % | 10,3 %  | 8,2 %       | 3,3 %   | 4,6 %    | 0 %             | 9,8 %               | —                  | 9,8 %                 |
| ФОМ          | 4—5 февраля 2012   | 47 %   | 9 %     | 9 %         | 2 %     | 4 %      | —               | 9 %                 | 1 %                | 18 %                  |
| ВЦИОМ        | 28—29 января 2012  | 51,7 % | 8,3 %   | 7,4 %       | 4,3 %   | 4,1 %    | 1,4 %           | 11,7 %              | —                  | 10,1 %                |
| ФОМ          | 28—29 января 2012  | 46 %   | 9 %     | 9 %         | 3 %     | 5 %      | 1 %             | 11 %                | 1 %                | 14 %                  |
| ВЦИОМ        | 21—22 января 2012  | 48,5 % | 10,6 %  | 9,3 %       | 5,6 %   | 4,2 %    | 0,7 %           | 8,9 %               | —                  | 9,1 %                 |
| ФОМ          | 21—22 января 2012  | 44 %   | 11 %    | 9 %         | 4 %     | 4 %      | 3 %             | 11 %                | 1 %                | 13 %                  |
| SuperJob     | 21—22 января 2012  | 26 %   | 12 %    | 8 %         | 4 %     | 21 %     | 6 %             | 11 %                | —                  | 12 %                  |
| Левада-Центр | 20—23 января 2012  | 43 %   | 11 %    | 7 %         | 3 %     | 4 %      | 2 %             | 14 %                | 1 %                | 9 %                   |
| ВЦИОМ        | 14—15 января 2012  | 51,7 % | 10,9 %  | 8,9 %       | 4,1 %   | 2,3 %    | 0,8 %           | 10,1 %              | —                  | 8,6 %                 |
| ФОМ          | 14—15 января 2012  | 45 %   | 11 %    | 10 %        | 3 %     | 3 %      | 2 %             | 10 %                | 1 %                | 13 %                  |
| ВЦИОМ        | 7—8 января 2012    | 48,4 % | 10,2 %  | 9,0 %       | 4,5 %   | 2,7 %    | 2,2 %           | 9,4 %               | —                  | 9,8 %                 |
| ВЦИОМ        | 24—25 декабря 2011 | 45 %   | 10 %    | 8 %         | 5 %     | 4 %      | 2 %             | 10 %                | —                  | 12 %                  |
| ФОМ          | 24—25 декабря 2011 | 44 %   | 12 %    | 11 %        | 4 %     | 4 %      | 4 %             | 9 %                 | 1 %                | 12 %                  |
| ВЦИОМ        | 17—18 декабря 2011 | 45 %   | 12 %    | 9 %         | 5 %     | 3 %      | 2 %             | —                   | —                  | —                     |
| ФОМ          | 17—18 декабря 2011 | 43 %   | 10 %    | 10 %        | 5 %     | —        | 4 %             | 11 %                | 1 %                | 13 %                  |
| Левада-Центр | 16—20 декабря 2011 | 42 %   | 9 %     | 9 %         | 4 %     | 3 %      | 1 %             | 8 %                 | 1 %                | 12 %                  |
| ВЦИОМ        | 10—11 декабря 2011 | 42 %   | 11 %    | 9 %         | 5 %     | 1 %      | 2 %             | 11 %                | 1 %                | 15 %                  |
| ФОМ          | 10—11 декабря 2011 | 42 %   | 10 %    | 11 %        | 4 %     | —        | 3 %             | 11 %                | 1 %                | 13 %                  |

### Второй тур
На случай второго тура ряд социологических служб провели опросы о поддержке участников в нём:
| Опрос        | Опрос              | Путин | Зюганов |
| Организация  | Дата               | Путин | Зюганов |
| ------------ | ------------------ | ----- | ------- |
| Левада-Центр | 17—20 февраля 2012 | 56 %  | 15 %    |
| ФОМ          | 28—29 января 2012  | 58 %  | 18 %    |
| Левада-Центр | 20—23 января 2012  | 55 %  | 18 %    |

| Опрос        | Опрос              | Путин | Жириновский |
| Организация  | Дата               | Путин | Жириновский |
| ------------ | ------------------ | ----- | ----------- |
| Левада-Центр | 17—20 февраля 2012 | 58 %  | 11 %        |
| ФОМ          | 28—29 января 2012  | 61 %  | 14 %        |
| Левада-Центр | 20—23 января 2012  | 56 %  | 14 %        |

| Опрос        | Опрос              | Путин | Миронов |
| Организация  | Дата               | Путин | Миронов |
| ------------ | ------------------ | ----- | ------- |
| Левада-Центр | 17—20 февраля 2012 | 57 %  | 10 %    |
| ФОМ          | 28—29 января 2012  | 60 %  | 10 %    |
| Левада-Центр | 20—23 января 2012  | 56 %  | 12 %    |

| Опрос        | Опрос              | Путин | Прохоров |
| Организация  | Дата               | Путин | Прохоров |
| ------------ | ------------------ | ----- | -------- |
| Левада-Центр | 17—20 февраля 2012 | 58 %  | 9 %      |
| ФОМ          | 28—29 января 2012  | 60 %  | 9 %      |
| Левада-Центр | 20—23 января 2012  | 57 %  | 10 %     |

### Прогнозы
| Прогноз                                                                            | Явка   | Путин  | Зюганов | Жириновский | Миронов | Прохоров | испортят бюллетень |
| ---------------------------------------------------------------------------------- | ------ | ------ | ------- | ----------- | ------- | -------- | ------------------ |
| ВЦИОМ, 25—26 февраля 2012 Архивная копия от 5 октября 2016 на Wayback Machine      | —      | 59,9 % | 15,1 %  | 7,7 %       | 7,1 %   | 8,7 %    | 1,5 %              |
| ФОМ, 18—19 февраля 2012 Архивная копия от 22 октября 2020 на Wayback Machine       | 61,8 % | 58,7 % | 16,2 %  | 8,8 %       | 6,1 %   | 8,6 %    | 1,5 %              |
| Левада-Центр, 17—20 февраля 2012 Архивная копия от 6 марта 2012 на Wayback Machine | —      | 66 %   | 15 %    | 8 %         | 5 %     | 6 %      | 1 %                |
| ВЦИОМ, 11—12 февраля 2012 Архивная копия от 29 декабря 2016 на Wayback Machine     | —      | 58,6 % | 14,8 %  | 9,4 %       | 7,7 %   | 8,7 %    | 0,8 %              |
| ФОМ, 11—12 февраля 2012 Архивная копия от 22 октября 2020 на Wayback Machine       | 59,0 % | 60,0 % | 16,7 %  | 9,5 %       | 5,0 %   | 7,4 %    | 1 %                |
| ФОМ, 4—5 февраля 2012 Архивная копия от 22 октября 2020 на Wayback Machine         | 59,3 % | 58,7 % | 15,0 %  | 12,2 %      | 5,1 %   | 7,2 %    | 1,7 %              |
| ФОМ, 28—29 января 2012 Архивная копия от 3 декабря 2020 на Wayback Machine         | 58,7 % | 54,6 % | 16,9 %  | 11,7 %      | 5,9 %   | 6,9 %    | 1,3 %              |
| ФОМ, 21—22 января 2012 Архивная копия от 3 декабря 2020 на Wayback Machine         | 58,5 % | 52,2 % | 18,0 %  | 10,8 %      | 6,6 %   | 6,7 %    | 1,3 %              |
| Левада-Центр, 20—23 января 2012 Архивная копия от 6 марта 2012 на Wayback Machine  | —      | 63 %   | 15 %    | 8 %         | 5 %     | 5 %      | 1 %                |
| Левада-Центр, 16—20 декабря 2011 Архивная копия от 6 марта 2012 на Wayback Machine | —      | 63 %   | 13 %    | 12 %        | 6 %     | 3 %      | 1 %                |

### Опросы на сайтах СМИ и в социальных сетях
Результаты опросов посетителей ряда интернет-сайтов СМИ, а также в крупнейших блогах и социальных сетях, существенно отличаются от результатов крупных аналитических центров.
| Экзит-полл на странице Ленты.ру ВКонтакте (проголосовало 745 110 чел.) | Экзит-полл на странице Ленты.ру ВКонтакте (проголосовало 745 110 чел.) | Экзит-полл на странице Ленты.ру ВКонтакте (проголосовало 745 110 чел.) | Экзит-полл на странице Ленты.ру ВКонтакте (проголосовало 745 110 чел.) | Экзит-полл на странице Ленты.ру ВКонтакте (проголосовало 745 110 чел.) |
|                                                                        |                                                                        |                                                                        |                                                                        | %                                                                      |
| ---------------------------------------------------------------------- | ---------------------------------------------------------------------- | ---------------------------------------------------------------------- | ---------------------------------------------------------------------- | ---------------------------------------------------------------------- |
| В. Путин                                                               |                                                                        |                                                                        | 30.3 %                                                                 |                                                                        |
| М. Прохоров                                                            |                                                                        |                                                                        | 19.2 %                                                                 |                                                                        |
| В. Жириновский                                                         |                                                                        |                                                                        | 14.2 %                                                                 |                                                                        |
| Г. Зюганов                                                             |                                                                        |                                                                        | 8.3 %                                                                  |                                                                        |
| С. Миронов                                                             |                                                                        |                                                                        | 1.9 %                                                                  |                                                                        |
| Иное                                                                   |                                                                        |                                                                        | 4.3 %                                                                  |                                                                        |
| Не ходил                                                               |                                                                        |                                                                        | 21.9 %                                                                 |                                                                        |

| Опрос в группе «Опросы о политике, законах, протестном движении» (проголосовало 225 769 чел.) | Опрос в группе «Опросы о политике, законах, протестном движении» (проголосовало 225 769 чел.) | Опрос в группе «Опросы о политике, законах, протестном движении» (проголосовало 225 769 чел.) | Опрос в группе «Опросы о политике, законах, протестном движении» (проголосовало 225 769 чел.) | Опрос в группе «Опросы о политике, законах, протестном движении» (проголосовало 225 769 чел.) |
|                                                                                               |                                                                                               |                                                                                               |                                                                                               | %                                                                                             |
| --------------------------------------------------------------------------------------------- | --------------------------------------------------------------------------------------------- | --------------------------------------------------------------------------------------------- | --------------------------------------------------------------------------------------------- | --------------------------------------------------------------------------------------------- |
| В. Путин                                                                                      |                                                                                               |                                                                                               | 26.2 %                                                                                        |                                                                                               |
| М. Прохоров                                                                                   |                                                                                               |                                                                                               | 26.3 %                                                                                        |                                                                                               |
| В. Жириновский                                                                                |                                                                                               |                                                                                               | 14.6 %                                                                                        |                                                                                               |
| Г. Зюганов                                                                                    |                                                                                               |                                                                                               | 9 %                                                                                           |                                                                                               |
| С. Миронов                                                                                    |                                                                                               |                                                                                               | 2.7 %                                                                                         |                                                                                               |
| Испорчу                                                                                       |                                                                                               |                                                                                               | 8.6 %                                                                                         |                                                                                               |
| Не ходил                                                                                      |                                                                                               |                                                                                               | 12.6 %                                                                                        |                                                                                               |

| Опрос на сайте izbirkom2012.ru (проголосовало 473 390 чел.) | Опрос на сайте izbirkom2012.ru (проголосовало 473 390 чел.) | Опрос на сайте izbirkom2012.ru (проголосовало 473 390 чел.) | Опрос на сайте izbirkom2012.ru (проголосовало 473 390 чел.) | Опрос на сайте izbirkom2012.ru (проголосовало 473 390 чел.) |
|                                                             |                                                             |                                                             |                                                             | %                                                           |
| ----------------------------------------------------------- | ----------------------------------------------------------- | ----------------------------------------------------------- | ----------------------------------------------------------- | ----------------------------------------------------------- |
| В. Путин                                                    |                                                             |                                                             | 15.28 %                                                     |                                                             |
| М. Прохоров                                                 |                                                             |                                                             | 12.92 %                                                     |                                                             |
| В. Жириновский                                              |                                                             |                                                             | 12.07 %                                                     |                                                             |
| Г. Зюганов                                                  |                                                             |                                                             | 16.97 %                                                     |                                                             |
| С. Миронов                                                  |                                                             |                                                             | 11.91 %                                                     |                                                             |
| Против всех                                                 |                                                             |                                                             | 30.85 %                                                     |                                                             |

| Опрос на сайте "Эхо Москвы" (проголосовало 213 453 чел.) | Опрос на сайте "Эхо Москвы" (проголосовало 213 453 чел.) | Опрос на сайте "Эхо Москвы" (проголосовало 213 453 чел.) | Опрос на сайте "Эхо Москвы" (проголосовало 213 453 чел.) | Опрос на сайте "Эхо Москвы" (проголосовало 213 453 чел.) |
|                                                          |                                                          |                                                          |                                                          | %                                                        |
| -------------------------------------------------------- | -------------------------------------------------------- | -------------------------------------------------------- | -------------------------------------------------------- | -------------------------------------------------------- |
| В. Путин                                                 |                                                          |                                                          | 1.2 %                                                    |                                                          |
| М. Прохоров                                              |                                                          |                                                          | 14.2 %                                                   |                                                          |
| В. Жириновский                                           |                                                          |                                                          | 1.6 %                                                    |                                                          |
| Г. Зюганов                                               |                                                          |                                                          | 11.2 %                                                   |                                                          |
| С. Миронов                                               |                                                          |                                                          | 12.7 %                                                   |                                                          |
| Не решил(а)                                              |                                                          |                                                          | 16.8 %                                                   |                                                          |
| Не пойду                                                 |                                                          |                                                          | 42.3 %                                                   |                                                          |

| Опрос на сайте livejournal.ru | Опрос на сайте livejournal.ru | Опрос на сайте livejournal.ru | Опрос на сайте livejournal.ru | Опрос на сайте livejournal.ru |
|                               |                               |                               |                               | %                             |
| ----------------------------- | ----------------------------- | ----------------------------- | ----------------------------- | ----------------------------- |
| В. Путин                      |                               |                               | 15 %                          |                               |
| М. Прохоров                   |                               |                               | 42 %                          |                               |
| В. Жириновский                |                               |                               | 3 %                           |                               |
| Г. Зюганов                    |                               |                               | 14 %                          |                               |
| С. Миронов                    |                               |                               | 2 %                           |                               |
| Испортил/забрал бюллетень     |                               |                               | 3 %                           |                               |
| Не ходил на выборы            |                               |                               | 21 %                          |                               |

### Недоверие соцопросам
- Геннадий Зюганов: «Прошли выборы два месяца назад. Результат: от Владивостока до Пскова все города проиграли нам…», «В прошлый раз показывали нам 10-12, а мы даже по чуровской арифметике набрали 20, там, где контролировали — 30-35, это можно проверить»[64].
- Михаил Прохоров: «Здесь просто идёт зомбирование, что всё решено в первом туре. Я считаю, что это не так. Я считаю, что ничего не решено»[64].
- Сергей Миронов: «Забудьте о данных „формирующей социологии“! Данные социологических исследований накануне выборов порой напоминают не продукт серьезной научной деятельности, а призыв „делай так!“, или „не делай никак — все предрешено!“. „Формирующая социология“ становится накануне выборов настоящим наркотиком, который убивает желание думать и делать осознанный выбор. В ноябре прошлого года, „формирующая социология“ запирала нас в рамки 3-4 %, максимум 5 %, вынося приговор: „СПРАВЕДЛИВАЯ РОССИЯ не проходит в Госдуму“. А СПРАВЕДЛИВАЯ РОССИЯ прошла, значительно опередив ЛДПР и удвоив в Парламенте своё присутствие»[65], «Я просто напомню вам те же данные ФОМа, ВЦИОМа по партии Справедливая Россия на думской кампании: партия Справедливая Россия не проходит, 3 % — мы набрали 13 %. Вот вам реалии. Будут зомбировать и зомбировать»[64].
- Владимир Жириновский: «Ложь эти цифры. Все цифры — ложь», «Это — ваши, кремлёвские опросы»[64].
- Борис Немцов: «Услужливые социологи пророчат Путину победу уже в первом туре. Независимые исследования, которые проводила „Солидарность“, — смотрите результаты у Михаила Шнейдера Архивная копия от 16 сентября 2017 на Wayback Machine — показывают, что второй тур неизбежен»[66].
- Евгения Альбац: «Данные независимых опросов, которые проходили в Интернете, показывают, что никакого шанса у Владимира Путина по данным интернет-опросов в первом туре избраться собственно нет. Три большие социологические службы, они с моей точки зрения исключительно работают на воображаемую реальность исключительно для того, чтобы убедить людей в том, что никакой альтернативы нет. А вот Интернет отвечает так: опрос в сети „В контакте“: 500 тысяч человек (нет случайной выборки, понятны изъяны опроса), у Путина 25,8 %… И совершенно другие цифры нам дают ВЦИОМ, Левада и ФОМ: Левада вообще 66 % — на 24 % по данным Левады у Путина вырос рейтинг за последние 2 недели, что не бывает по определению»[67].
- Сергей Удальцов: «Как бы нас ни убеждали, что всё предрешено, я согласен на 100 % — это пропаганда. По нашим данным, разным: не более 35 % у Путина, это потолок, поэтому второй тур просто неизбежен»[68].
- Сергей Гуриев: «Вы заметили, что на прошлых декабрьских выборах прогнозы социологических служб совпали с результатами, при том, что в некоторых городах мы можем говорить, что украдено 10 или 15 % голосов. Это означает, что причинно-следственная связь обратная — не социологи правильно прогнозируют, а считают так, чтобы социологи угадали. Если это так, то, наверное, пока рано верить прогнозам», «Все эти числа основаны на предположениях о том что будут делать неопределившиеся избиратели. Это некоторые модели, которые необязательно хорошо работают. Эти модели, мягко говоря, неточны»[69].

## Предвыборная агитация

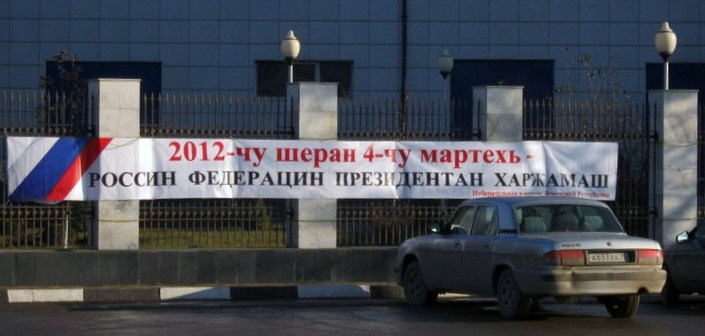
Плакат, информирующий население о предстоящих выборах президента России на чеченском языке. Грозный, Чеченская Республика.

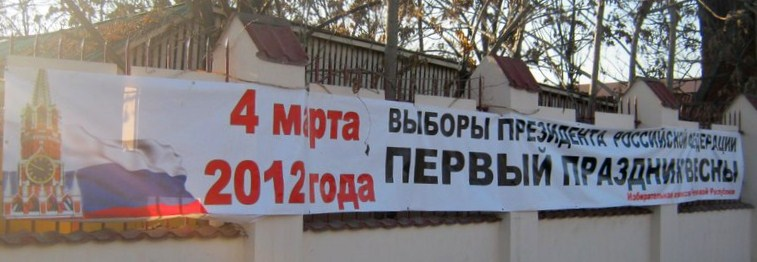
Плакат «Выборы Президента Российской Федерации — первый праздник весны». Грозный, Чеченская Республика

В поддержку Путина публично высказалось большое количество известных людей: Андрей Аршавин, Игорь Акинфеев, Армен Джигарханян, Алиса Фрейндлих, Валерий Гергиев, Чулпан Хаматова, Евгений Миронов, Сергей Шойгу, Сергей Трофимов, Олег Табаков, Владимир Спиваков, Федор Бондарчук, Юрий Башмет, Татьяна Навка, Елена Ваенга, Евгений Плющенко, Михаил Давыдов, Федор Емельяненко, Михаил Галустян.
Как отмечает уже в 2013 году экс-министр финансов РФ Михаил Задорнов: «Не секрет, что до президентских выборов было искусственно сделано серьезное бюджетное вливание в первом квартале 2012 года».
Доверенные лица Владимира Путина после выборов объединились в один большой коллектив. Среди них — Никита Михалков, Сергей Мазаев, Надежда Бабкина и другие.

## Наблюдение за выборами
По данным русскоязычной версии журнала Forbes за ходом голосования и подсчёта голосов наблюдали 690 000 наблюдателей, представляющих как кандидатов, так и различные неправительственные организации, российские и международные. Больше всего наблюдателей выставил кандидат в президенты Геннадий Зюганов — 300 000 человек, то есть примерно по 3 наблюдателя на один участок. 190 000 человек стали наблюдателями от Владимира Жириновского, 90 000 человек от Сергея Миронова, 75 000 от Владимира Путина и 30 000 от Михаила Прохорова.
Корпусу наблюдателей, созданному в начале 2012 года при участии Ассоциации юристов России удалось набрать для наблюдения за выборами около 75 000 человек, которые получили мандаты как наблюдатели от Путина. Впрочем по данным сайта Корпуса на 3 марта 2012 года наблюдателей было 86 904, что позволяет «накрыть» 92 % избирательных участков. Лига избирателей совместно с партией «Яблоко» смогли привлечь 26 000 человек, которые наблюдали за выборами от Прохорова, Зюганова и Миронова. В рамках проекта Алексея Навального «РосВыборы» зарегистрировалось для наблюдения за выборами 17 819 человек, которые представляли кандидатов Прохорова, Зюганова и Миронова и использовали открытую информационную площадку, созданную «РосВыборами» совместно с крупнейшим в России и СНГ геосоциальным сервисом AlterGeo. Независимое объединение волонтёров «Гражданин Наблюдатель» привлекло около 11 500 человек, которые вошли в число наблюдателей от разных кандидатов. От Ассоциации некоммерческих организаций «В защиту прав избирателей „Голос“» на выборах наблюдателей было около 3000 человек. Более 600 человек приехали наблюдать за ходом выборов от международных организаций, в частности ПАСЕ и БДИПЧ ОБСЕ.
Для постобработки записей с видеокамер 4 марта общественными активистами был создан проект «Считайте Сами», где обрабатываются, в первую очередь, записи с аномально высокой явкой, а также часть участков, где наблюдателями не было выявлено нарушений — для контроля работы системы. Идея проекта заключается в выявлении некоторых видов нарушений на выборах, например: вброс бюллетеней и, в некоторых случаях, подделки протоколов. Проект подразумевает просмотр волонтерами ускоренных видео-фрагментов (1 фрагмент включает в себя 40-45 минут, но сжат до 3-5 минут) и подсчет количества проголосовавших. Обработка осуществляется автоматически, для контроля работы волонтеров, профилактики саботажа и невнимательности, данные сверяются от нескольких волонтеров для каждого видео-фрагмента.
Согласно статистике проекта на 03.07.2012, из 80 обработанных участков, на 45 участках обнаружены значительные отклонения (от 20 до 702 голосов по участку) между явкой с видеокамер и данными ЦИК.
15 марта 2013 года Новая газета сообщила, что активисты казанской коалиции «За честные выборы» занимались этим больше года и исследовали записи с камер видеонаблюдения со ста избирательных участков Казани. Они подсчитали каждого избирателя, опустившего бюллетень в урну, и сравнили полученные цифры с итоговыми протоколами. На 97 участках из ста ими были обнаружены приписки. По утверждению активистов, они зафиксировали по видеозаписям на этих 97 участках чуть более 136,2 тыс. избирателей, в то время как по официальным протоколам в президентских выборах участвовали 161,2 тыс. избирателей, разница составляет 24 981 избирателей или 18,3 % от реального количества проголосовавших.

## Трансляция видеонаблюдения за выборами президента 2012

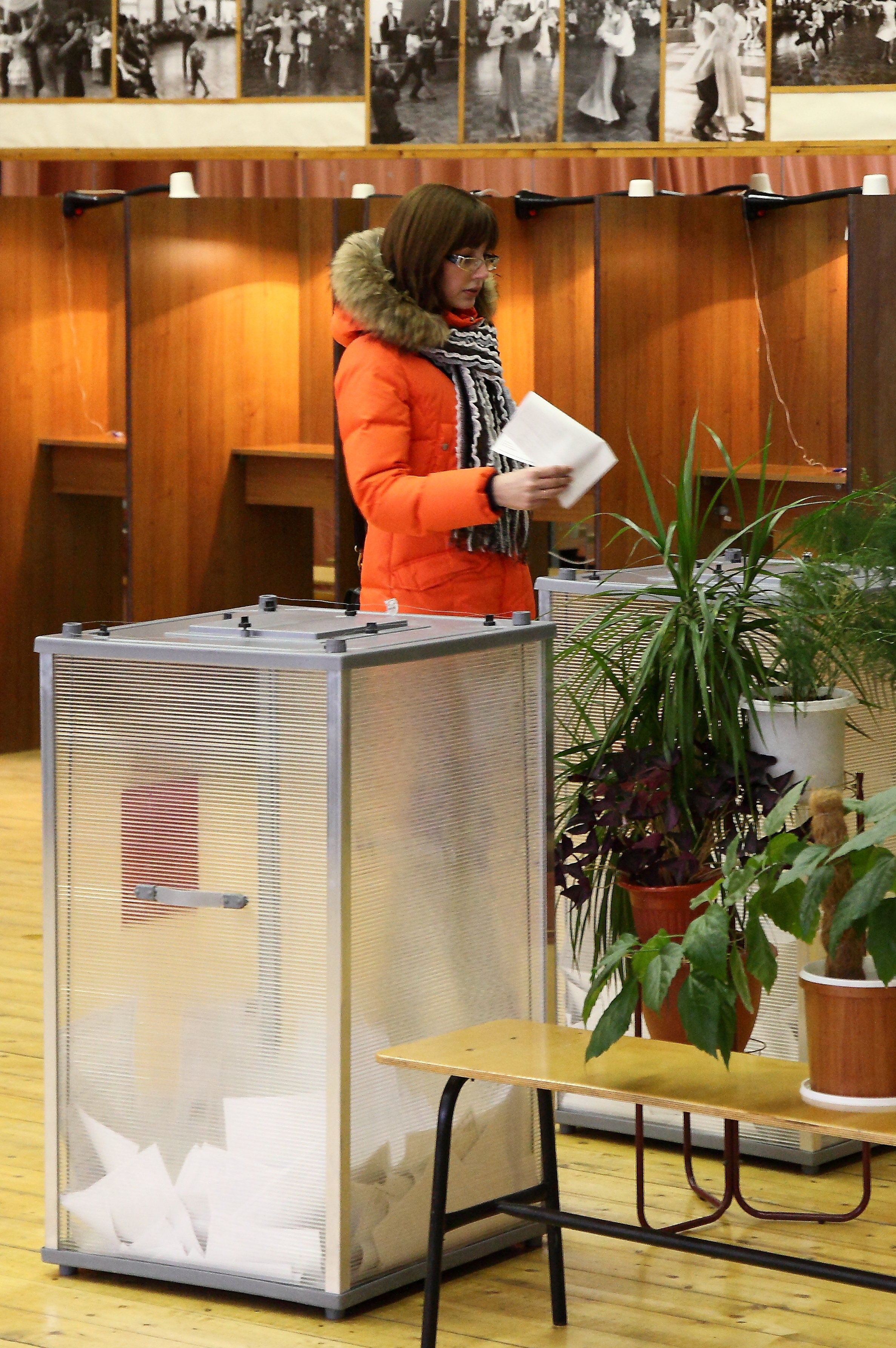
Голосование на выборах 2012

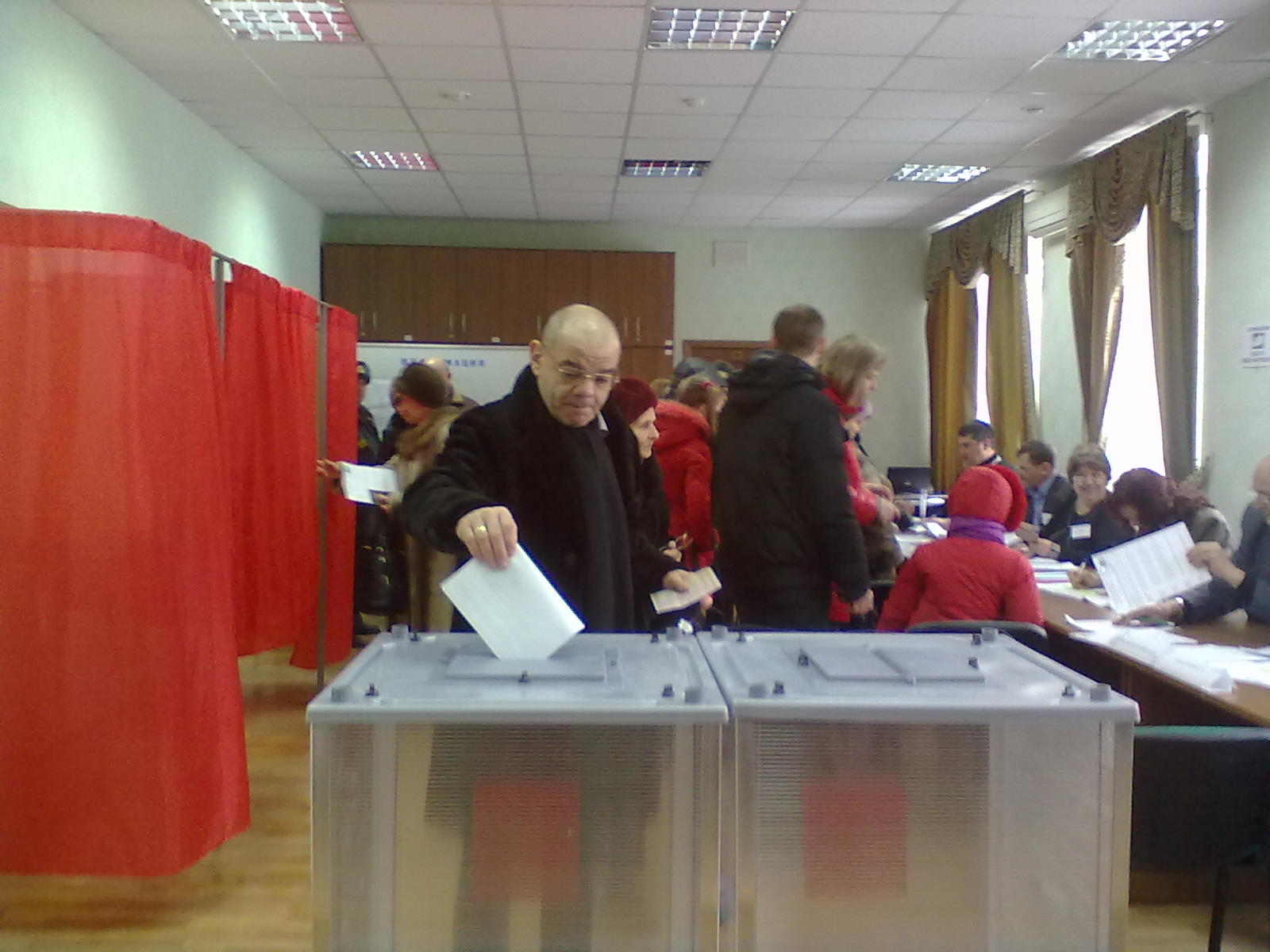
Константин Райкин голосует на участке в Волгограде

В декабре 2011 года Председатель Правительства РФ Владимир Путин предложил Центральной Избирательной Комиссии РФ (ЦИК) и Министерству связи и массовых коммуникаций РФ обеспечить видеонаблюдение процедур голосования и подсчета голосов избирателей на выборах президента РФ.
Согласно пункту 17 части 2 статьи 55 Федерального закона «О размещении заказов на поставки товаров, выполнение работ, оказание услуг для государственных и муниципальных нужд» Правительство РФ определило ОАО «Ростелеком» единственным поставщиком соответствующих услуг.
Ранее «Ростелеком» был выбран ЦИК на конкурсной основе для создания и обслуживания инфраструктуры ГАС «Выборы», и именно с «Ростелекомом» ЦИК реализовал пилотные проекты по установке камер наблюдения на избирательных участках ХМАО и Ростовской области.
Согласно техническому заданию, которое определил ЦИК, системой видеомониторинга было охвачено 91 400 участковых избирательных комиссий. На каждом избирательном участке было установлено по две камеры. Одна передавала общий план, вторая — непосредственно урну для голосования. Таким образом, было установлено 182 800 камер. Запись видео велась с разрешением 640х480, а трансляция на сайте — 320х200. Делалось это для того, чтобы уменьшить нагрузку на линии связи. Обслуживали данную систему 7 дата-центров.
Общественный доступ для наблюдениями за выборами осуществлялся на сайте Веб-выборы 2012. Для просмотра процедур голосования и подсчёта голосов зарегистрированные пользователи портала должны были выбирать те избирательные участки, трансляции с которых они хотели получать в день голосования. Чтобы зарегистрироваться на портале, можно воспользоваться либо существующей учётной записью в одной из популярных социальных сетей, поисковых или почтовых ресурсов либо указать любой свой электронный адрес и подтвердить регистрацию по ссылке в полученном письме.
С каждого участка, добавленного в список трансляций, зарегистрированный пользователь сможет получать изображение с одной из двух камер: либо с обеспечивающей съемку общего плана участка, включая места выдачи бюллетеней, либо с направленной на урны для голосования, где после окончания голосования будет также происходить и подсчёт голосов.
Согласно разработанному техническому заданию, производительность системы дает возможность подключения 25 миллионов пользователей. Это позволит обеспечить 60 тысяч одновременных просмотров изображения с 1 камеры. Запись видеоизображения и звука будет вестись непрерывно с момента открытия участка до завершения подсчета голосов и подписания соответствующих протоколов. Общая длительность видео, записанного в ходе одного дня голосования, превысит 260 млн минут, или более 500 лет.

## Экзитполы
В таблице приведены данные экзитполов:
| Организация | Путин  | Зюганов | Прохоров | Жириновский | Миронов |       |
| ----------- | ------ | ------- | -------- | ----------- | ------- | ----- |
| Организация | ВЦИОМ  | 58,3 %  | 17,7 %   | 9,2 %       | 8,5 %   | 4,8 % |
| ФОМ         | 59,3 % | 18,2 %  | 9,6 %    | 7,4 %       | 4,3 %   |       |

## Результаты голосования
В диаграмме и таблице приведены данные об итогах голосования. Число избирательных комиссий субъектов Российской Федерации — 83. Явка избирателей на выборах президента России на территории страны составила 65,3 %.

Диаграмма результатов президентских выборов 2012 года

| Место                                                                                        | Место                                                          | Кандидат                                                       | Получено голосов | %      |
| -------------------------------------------------------------------------------------------- | -------------------------------------------------------------- | -------------------------------------------------------------- | ---------------- | ------ |
| Действительные бюллетени                                                                     |                                                                |                                                                |                  |        |
|                                                                                              | 1.                                                             | Путин, Владимир Владимирович                                   | 45 602 075       | 63,60  |
|                                                                                              | 2.                                                             | Зюганов, Геннадий Андреевич                                    | 12 318 353       | 17,18  |
|                                                                                              | 3.                                                             | Прохоров, Михаил Дмитриевич                                    | 5 722 508        | 7,98   |
|                                                                                              | 4.                                                             | Жириновский, Владимир Вольфович                                | 4 458 103        | 6,22   |
|                                                                                              | 5.                                                             | Миронов, Сергей Михайлович                                     | 2 763 935        | 3,85   |
| Всего                                                                                        |                                                                |                                                                |                  |        |
| Число действительных бюллетеней                                                              | Число действительных бюллетеней                                | Число действительных бюллетеней                                | 70 864 974       | 98,83  |
| Число недействительных бюллетеней                                                            | Число недействительных бюллетеней                              | Число недействительных бюллетеней                              | 836 691          | 1,17   |
| Проголосовавшие                                                                              |                                                                |                                                                |                  |        |
| Число избирателей, принявших участие в голосовании в РФ                                      | Число избирателей, принявших участие в голосовании в РФ        | Число избирателей, принявших участие в голосовании в РФ        | 71 249 127       | 99,37  |
| Число избирателей, принявших участие в голосовании за границей                               | Число избирателей, принявших участие в голосовании за границей | Число избирателей, принявших участие в голосовании за границей | 441 931          | 0,62   |
| Число избирателей, принявших участие в голосовании в Байконуре                               | Число избирателей, принявших участие в голосовании в Байконуре | Число избирателей, принявших участие в голосовании в Байконуре | 10 607           | 0,01   |
| Число избирателей, принявших участие в голосовании                                           | Число избирателей, принявших участие в голосовании             | Число избирателей, принявших участие в голосовании             | 71 701 665       | 100,00 |
| Избиратели                                                                                   |                                                                |                                                                |                  |        |
| Число избирателей в РФ                                                                       | Число избирателей в РФ                                         | Число избирателей в РФ                                         | 109 385 554      | 99,57  |
| Число избирателей за границей                                                                | Число избирателей за границей                                  | Число избирателей за границей                                  | 459 661          | 0,42   |
| Число избирателей в Байконуре                                                                | Число избирателей в Байконуре                                  | Число избирателей в Байконуре                                  | 15 116           | 0,01   |
| Число включённых в список избирателей                                                        | Число включённых в список избирателей                          | Число включённых в список избирателей                          | 109 860 331      | 100,00 |
| Бюллетени                                                                                    |                                                                |                                                                |                  |        |
| Число бюллетеней, выданных на участке                                                        | Число бюллетеней, выданных на участке                          | Число бюллетеней, выданных на участке                          | 65 639 398       | 91,44  |
| Число бюллетеней, выданных вне участка                                                       | Число бюллетеней, выданных вне участка                         | Число бюллетеней, выданных вне участка                         | 5 901 833        | 8,22   |
| Число бюллетеней, выданных досрочно                                                          | Число бюллетеней, выданных досрочно                            | Число бюллетеней, выданных досрочно                            | 239 569          | 0,33   |
| Число выданных бюллетеней                                                                    | Число выданных бюллетеней                                      | Число выданных бюллетеней                                      | 71 780 800       | 100,00 |
| Принявшие участие в выборах (явка избирателей) и голосовании (% от общего числа избирателей) |                                                                |                                                                |                  |        |
| Число избирателей, принявших участие в выборах                                               | Число избирателей, принявших участие в выборах                 | Число избирателей, принявших участие в выборах                 | 71 780 800       | 65,34  |
| Число избирателей, принявших участие в голосовании                                           | Число избирателей, принявших участие в голосовании             | Число избирателей, принявших участие в голосовании             | 71 701 665       | 65,27  |

### Региональный разброс
По официальным данным во всех субъектах Российской Федерации кандидат в президенты России Владимир Путин занял первое место по итогам голосования. При этом в пяти субъектах (Чеченская Республика, Республика Дагестан, Республика Тыва, Республика Ингушетия, Карачаево-Черкесская республика) Путин собрал свыше 90 % голосов. В трёх регионах (Мордовия, Ямало-Ненецкий автономный округ, Татарстан) — от 80 % до 90 %; в 31 регионе — от 60 % до 80 %; в 34 регионах — от 50 % до 60 %. Лишь в Москве Путин не смог преодолеть 50%-ый барьер и набрал 46,95 % голосов.
Также по официальным во всех субъектах Российской Федерации кандидат в президенты России Геннадий Зюганов занял второе место по итогам голосования, кроме Москвы, Санкт-Петербурга и территории находящийся за пределами РФ (во всех этих регионах он уступил Прохорову). Лучший результат у Зюганова оказался в родной ему Орловской области.
| Регион                  | Явка (в %) | Владимир Путин | Владимир Путин | Геннадий Зюганов | Геннадий Зюганов | Михаил Прохоров | Михаил Прохоров | Владимир Жириновский | Владимир Жириновский | Сергей Миронов | Сергей Миронов | Недействительные бюллетени | Недействительные бюллетени |
| Регион                  | Явка (в %) | Голосов        | %              | Голосов          | %                | Голосов         | %               | Голосов              | %                    | Голосов        | %              | Кол-во                     | %                          |
| ----------------------- | ---------- | -------------- | -------------- | ---------------- | ---------------- | --------------- | --------------- | -------------------- | -------------------- | -------------- | -------------- | -------------------------- | -------------------------- |
| Приморский край         | 64,42      | 567 177        | 57,31          | 201 493          | 20,36            | 78 639          | 7,95            | 85 396               | 8,63                 | 43 168         | 4,36           | 13 796                     | 1,39                       |
| Хабаровский край        | 61,95      | 367 239        | 56,15          | 115 436          | 17,65            | 62 145          | 9,50            | 68 500               | 10,47                | 31 944         | 4,88           | 8 733                      | 1,34                       |
| Амурская область        | 60,39      | 251 182        | 62,84          | 67 433           | 16,87            | 23 070          | 5,77            | 39 717               | 9,94                 | 13 594         | 3,40           | 4 708                      | 1,18                       |
| Якутия                  | 74,56      | 317 933        | 69,49          | 65 871           | 14,39            | 29 712          | 6,49            | 20 010               | 4,37                 | 20 193         | 4,41           | 3 978                      | 0,87                       |
| Сахалинская область     | 57,27      | 128 565        | 56,30          | 45 730           | 20,03            | 22 337          | 9,78            | 20 016               | 8,77                 | 8 856          | 3,88           | 2 846                      | 1,25                       |
| Камчатский край         | 61,09      | 93 738         | 59,84          | 25 009           | 15,97            | 14 015          | 8,95            | 16 504               | 10,54                | 5 430          | 3,47           | 1 951                      | 1,25                       |
| Магаданская область     | 58,99      | 39 196         | 56,25          | 13 946           | 20,01            | 6 769           | 9,78            | 6 399                | 9,18                 | 2 607          | 3,74           | 769                        | 1,10                       |
| Еврейская АО            | 58,52      | 48 912         | 61,59          | 14 796           | 18,63            | 5 102           | 6,42            | 6 632                | 8,35                 | 2 763          | 3,48           | 1 208                      | 1,52                       |
| Чукотский АО            | 81,83      | 21 310         | 72,64          | 2 651            | 9,04             | 2 209           | 7,53            | 2 106                | 7,18                 | 633            | 2,16           | 428                        | 1,46                       |
| Красноярский край       | 59,53      | 784 337        | 60,16          | 235 058          | 18,03            | 109 827         | 8,42            | 112 222              | 8,61                 | 46 123         | 3,54           | 16 279                     | 1,25                       |
| Иркутская область       | 56,03      | 594 861        | 55,45          | 242 097          | 22,57            | 94 008          | 8,67            | 88 419               | 8,24                 | 41 152         | 3,84           | 12 186                     | 1,14                       |
| Забайкальский край      | 59,97      | 327 407        | 65,69          | 71 636           | 14,37            | 29 466          | 5,91            | 49 612               | 9,95                 | 15 015         | 3,01           | 5 271                      | 1,06                       |
| Бурятия                 | 66,17      | 275 466        | 66,20          | 75 082           | 18,04            | 24 430          | 5,87            | 22 211               | 5,34                 | 13 994         | 3,36           | 4 921                      | 1,18                       |
| Хакасия                 | 64,73      | 144 519        | 58,40          | 50 872           | 20,56            | 19 400          | 7,84            | 20 991               | 8,48                 | 8 878          | 3,59           | 2 819                      | 1,14                       |
| Тыва                    | 92,63      | 132 828        | 90,00          | 6 370            | 4,32             | 2 925           | 1,98            | 2 574                | 1,74                 | 2 023          | 1,37           | 860                        | 0,58                       |
| Новосибирская область   | 63,26      | 762 126        | 56,34          | 304 761          | 22,53            | 124 205         | 9,18            | 104 223              | 7,70                 | 41 001         | 3,03           | 16 410                     | 1,21                       |
| Кемеровская область     | 79,16      | 1 267 837      | 77,19          | 133 705          | 8,14             | 75 519          | 4,60            | 112 067              | 6,82                 | 37 450         | 2,28           | 16 002                     | 0,97                       |
| Алтайский край          | 59,95      | 674 139        | 57,35          | 261 665          | 22,26            | 83 778          | 7,13            | 97 961               | 8,33                 | 45 883         | 3,90           | 12 004                     | 1,02                       |
| Омская область          | 61,70      | 541 469        | 55,55          | 234 035          | 24,01            | 72 540          | 7,44            | 74 857               | 7,68                 | 39 284         | 4,03           | 12 644                     | 1,30                       |
| ХМАО — Югра             | 64,08      | 469 822        | 66,41          | 97 651           | 13,80            | 50 526          | 7,14            | 57 400               | 8,11                 | 23 276         | 3,29           | 8 829                      | 1,25                       |
| Тюменская область       | 79,21      | 611 281        | 73,10          | 95 398           | 11,41            | 43 047          | 5,15            | 59 083               | 7,07                 | 20 455         | 2,45           | 6 915                      | 0,83                       |
| Томская область         | 58,25      | 261 581        | 57,07          | 86 403           | 18,85            | 53 028          | 11,57           | 35 139               | 7,67                 | 16 966         | 3,70           | 5 194                      | 1,13                       |
| Ямало-Ненецкий АО       | 93,43      | 283 313        | 84,58          | 18 738           | 5,59             | 7 807           | 2,33            | 17 456               | 5,21                 | 4 979          | 1,49           | 2 669                      | 0,80                       |
| Республика Алтай        | 67,27      | 68 110         | 66,87          | 17 229           | 16,92            | 6 265           | 6,15            | 5 704                | 5,60                 | 3 406          | 3,34           | 1 141                      | 1,12                       |
| Свердловская область    | 58,81      | 1 337 781      | 64,50          | 251 690          | 12,14            | 237 780         | 11,46           | 107 819              | 5,20                 | 113 353        | 5,47           | 25 560                     | 1,23                       |
| Башкортостан            | 76,38      | 1 731 716      | 75,28          | 326 250          | 14,18            | 83 667          | 3,64            | 83 704               | 3,64                 | 57 329         | 2,49           | 17 592                     | 0,76                       |
| Челябинская область     | 62,79      | 1 124 538      | 65,02          | 254 542          | 14,72            | 138 907         | 8,03            | 97 869               | 5,66                 | 88 177         | 5,10           | 25 366                     | 1,47                       |
| Пермский край           | 55,11      | 736 496        | 62,94          | 184 639          | 15,78            | 127 098         | 10,86           | 53 879               | 4,60                 | 51 535         | 4,40           | 16 562                     | 1,42                       |
| Оренбургская область    | 61,20      | 577 411        | 56,89          | 252 947          | 24,92            | 58 849          | 5,80            | 74 414               | 7,33                 | 41 104         | 4,05           | 10 212                     | 1,01                       |
| Удмуртия                | 64,40      | 515 755        | 65,75          | 116 277          | 14,82            | 67 362          | 8,59            | 49 160               | 6,27                 | 26 803         | 3,42           | 9 048                      | 1,15                       |
| Курганская область      | 64,17      | 305 777        | 63,39          | 83 955           | 17,40            | 27 725          | 5,75            | 41 340               | 8,57                 | 19 280         | 3,99           | 4 314                      | 0,89                       |
| Татарстан               | 83,02      | 1 967 291      | 82,70          | 229 711          | 9,66             | 69 708          | 2,93            | 52 994               | 2,23                 | 41 878         | 1,76           | 17 322                     | 0,73                       |
| Самарская область       | 60,80      | 912 099        | 58,56          | 320 128          | 20,55            | 125 423         | 8,05            | 117 828              | 7,56                 | 61 361         | 3,94           | 20 828                     | 1,34                       |
| Саратовская область     | 66,57      | 934 685        | 70,64          | 206 818          | 15,36            | 59 006          | 4,46            | 66 985               | 5,06                 | 43 267         | 3,27           | 12 400                     | 0,94                       |
| Волгоградская область   | 63,85      | 810 598        | 63,41          | 240 998          | 18,85            | 71 142          | 5,56            | 87 657               | 6,86                 | 55 325         | 4,33           | 12 696                     | 0,99                       |
| Пензенская область      | 68,13      | 492 031        | 64,27          | 150 786          | 19,70            | 39 908          | 5,21            | 48 915               | 6,39                 | 24 213         | 3,16           | 9 688                      | 1,27                       |
| Ульяновская область     | 63,55      | 387 540        | 58,18          | 160 089          | 24,03            | 37 437          | 5,62            | 46 384               | 6,96                 | 27 783         | 4,17           | 6 926                      | 1,04                       |
| Астраханская область    | 56,30      | 297 448        | 68,76          | 67 662           | 15,64            | 21 873          | 5,06            | 21 918               | 5,07                 | 18 595         | 4,30           | 5 107                      | 1,18                       |
| Калмыкия                | 62,02      | 93 500         | 70,30          | 23 295           | 17,51            | 8 029           | 6,04            | 3 374                | 2,54                 | 3 562          | 2,68           | 1 242                      | 0,93                       |
| Нижегородская область   | 67,02      | 1 187 194      | 63,90          | 353 964          | 19,05            | 125 432         | 6,75            | 110 808              | 5,96                 | 63 189         | 3,40           | 17 366                     | 0,93                       |
| Кировская область       | 61,34      | 399 810        | 57,94          | 127 982          | 18,54            | 63 993          | 9,27            | 54 531               | 7,90                 | 36 005         | 5,22           | 7 864                      | 1,14                       |
| Чувашия                 | 73,65      | 438 070        | 62,32          | 144 676          | 20,58            | 38 838          | 5,52            | 39 707               | 5,65                 | 31 201         | 4,44           | 10 465                     | 1,49                       |
| Мордовия                | 89,65      | 506 415        | 87,06          | 42 060           | 7,23             | 9 353           | 1,61            | 13 635               | 2,34                 | 6 448          | 1,11           | 3 796                      | 0,65                       |
| Марий Эл                | 70,88      | 228 612        | 59,98          | 84 200           | 22,09            | 24 282          | 6,37            | 24 895               | 6,53                 | 15 175         | 3,98           | 3 984                      | 1,05                       |
| Краснодарский край      | 70,84      | 1 715 349      | 63,72          | 496 909          | 18,46            | 181 844         | 6,75            | 176 119              | 6,54                 | 88 976         | 3,31           | 32 893                     | 1,22                       |
| Ростовская область      | 63,78      | 1 324 042      | 62,66          | 423 884          | 20,06            | 134 461         | 6,36            | 132 418              | 6,27                 | 76 633         | 3,63           | 21 742                     | 1,03                       |
| Дагестан                | 91,13      | 1 322 567      | 92,84          | 84 669           | 5,94             | 6 427           | 0,45            | 1 523                | 0,11                 | 4 163          | 0,29           | 5 155                      | 0,36                       |
| Ставропольский край     | 60,31      | 770 874        | 64,47          | 215 600          | 18,03            | 75 724          | 6,33            | 83 543               | 6,99                 | 37 551         | 3,14           | 12 448                     | 1,04                       |
| Чечня                   | 99,61      | 611 578        | 99,76          | 182              | 0,03             | 129             | 0,02            | 140                  | 0,02                 | 165            | 0,03           | 876                        | 0,14                       |
| Северная Осетия         | 80,82      | 289 643        | 70,06          | 87 017           | 21,05            | 6 848           | 1,66            | 13 063               | 3,16                 | 12 864         | 3,11           | 3 995                      | 0,97                       |
| Кабардино-Балкария      | 73,06      | 299 529        | 77,64          | 53 261           | 13,81            | 8 937           | 2,32            | 11 888               | 3,08                 | 11 753         | 3,05           | 418                        | 0,11                       |
| Адыгея                  | 64,36      | 141 257        | 64,07          | 45 311           | 20,55            | 13 145          | 5,96            | 11 164               | 5,06                 | 6 637          | 3,01           | 2 967                      | 1,35                       |
| Карачаево-Черкесия      | 91,28      | 266 410        | 91,36          | 16 937           | 5,81             | 2 629           | 0,90            | 2 851                | 0,98                 | 2 162          | 0,74           | 631                        | 0,22                       |
| Ингушетия               | 86,47      | 153 274        | 91,91          | 7 422            | 4,45             | 1 934           | 1,16            | 1 944                | 1,17                 | 1 761          | 1,06           | 428                        | 0,26                       |
| Москва                  | 58,34      | 1 994 310      | 46,95          | 814 573          | 19,18            | 868 736         | 20,45           | 267 418              | 6,30                 | 214 703        | 5,05           | 87 698                     | 2,06                       |
| Московская область      | 61,46      | 2 015 379      | 56,85          | 686 449          | 19,36            | 396 379         | 11,18           | 236 028              | 6,66                 | 149 801        | 4,23           | 61 332                     | 1,73                       |
| Владимирская область    | 53,10      | 341 301        | 53,49          | 132 400          | 20,75            | 60 315          | 9,45            | 53 615               | 8,40                 | 41 895         | 6,57           | 8 484                      | 1,33                       |
| Тульская область        | 69,54      | 587 952        | 67,77          | 147 019          | 16,95            | 43 917          | 5,06            | 50 218               | 5,79                 | 29 601         | 3,41           | 8 862                      | 1,02                       |
| Тверская область        | 58,73      | 387 308        | 58,02          | 131 591          | 19,71            | 59 302          | 8,88            | 49 384               | 7,40                 | 32 835         | 4,92           | 7 067                      | 1,07                       |
| Ярославская область     | 63,54      | 365 892        | 54,53          | 133 476          | 19,89            | 71 007          | 10,58           | 51 816               | 7,72                 | 41 212         | 6,14           | 7 569                      | 1,13                       |
| Брянская область        | 67,10      | 448 018        | 64,02          | 146 340          | 20,91            | 32 141          | 4,59            | 42 974               | 6,14                 | 23 453         | 3,35           | 6 922                      | 0,99                       |
| Рязанская область       | 64,18      | 370 945        | 59,74          | 132 981          | 21,42            | 37 903          | 6,10            | 47 068               | 7,58                 | 25 562         | 4,12           | 6 508                      | 1,05                       |
| Ивановская область      | 59,93      | 321 170        | 61,85          | 95 005           | 18,30            | 37 016          | 7,13            | 37 650               | 7,25                 | 23 060         | 4,44           | 5 338                      | 1,03                       |
| Смоленская область      | 59,06      | 273 232        | 56,69          | 111 182          | 23,07            | 32 516          | 6,75            | 38 246               | 7,97                 | 20 930         | 4,34           | 5 843                      | 1,21                       |
| Калужская область       | 63,53      | 299 175        | 59,02          | 101 459          | 20,01            | 40 911          | 8,07            | 37 634               | 7,42                 | 21 427         | 4,23           | 6 327                      | 1,25                       |
| Орловская область       | 68,07      | 237 868        | 52,84          | 130 934          | 29,09            | 27 632          | 6,14            | 33 549               | 7,45                 | 15 066         | 3,35           | 5 102                      | 1,13                       |
| Костромская область     | 61,46      | 183 984        | 52,78          | 90 714           | 26,02            | 26 517          | 7,61            | 28 204               | 8,09                 | 16 094         | 4,62           | 3 076                      | 0,88                       |
| Воронежская область     | 68,02      | 800 024        | 61,34          | 292 379          | 22,42            | 69 813          | 5,35            | 81 081               | 6,22                 | 47 974         | 3,68           | 13 073                     | 1,00                       |
| Белгородская область    | 74,35      | 533 716        | 59,30          | 211 079          | 23,45            | 49 807          | 5,53            | 59 561               | 6,62                 | 35 601         | 3,96           | 10 209                     | 1,13                       |
| Курская область         | 64,03      | 366 745        | 60,45          | 122 775          | 20,24            | 38 002          | 6,26            | 49 744               | 8,20                 | 23 101         | 3,81           | 6 350                      | 1,05                       |
| Липецкая область        | 65,64      | 382 179        | 60,99          | 132 408          | 21,13            | 34 778          | 5,55            | 44 697               | 7,13                 | 24 722         | 3,95           | 7 751                      | 1,24                       |
| Тамбовская область      | 70,18      | 444 978        | 71,76          | 107 797          | 17,38            | 19 594          | 3,16            | 28 179               | 4,54                 | 13 973         | 2,25           | 5 570                      | 0,90                       |
| Архангельская область   | 58,21      | 333 344        | 57,97          | 91 648           | 15,94            | 60 108          | 10,45           | 51 169               | 8,90                 | 33 223         | 5,78           | 5 522                      | 0,96                       |
| Вологодская область     | 61,67      | 361 720        | 59,44          | 93 417           | 15,35            | 57 064          | 9,38            | 49 492               | 8,13                 | 40 306         | 6,62           | 6 596                      | 1,08                       |
| Республика Коми         | 70,14      | 341 864        | 65,02          | 70 135           | 13,34            | 43 759          | 8,32            | 40 314               | 7,67                 | 22 738         | 4,32           | 6 970                      | 1,33                       |
| Мурманская область      | 60,63      | 244 579        | 60,05          | 65 190           | 16,00            | 39 291          | 9,65            | 32 933               | 8,09                 | 20 566         | 5,05           | 4 752                      | 1,16                       |
| Карелия                 | 55,40      | 171 380        | 55,38          | 50 957           | 16,47            | 37 798          | 12,22           | 26 579               | 8,59                 | 18 886         | 6,10           | 3 839                      | 1,24                       |
| Ненецкий АО             | 62,51      | 13 346         | 57,05          | 4 040            | 17,27            | 2 349           | 10,04           | 2 114                | 9,04                 | 1 239          | 5,30           | 304                        | 1,30                       |
| Санкт-Петербург         | 62,27      | 1 403 753      | 58,77          | 311 937          | 13,06            | 370 799         | 15,52           | 110 979              | 4,65                 | 157 768        | 6,61           | 33 331                     | 1,40                       |
| Ленинградская область   | 63,30      | 501 893        | 61,90          | 114 951          | 14,18            | 80 874          | 9,98            | 54 857               | 6,77                 | 47 518         | 5,86           | 10 664                     | 1,32                       |
| Калининградская область | 59,32      | 240 421        | 52,55          | 97 570           | 21,33            | 62 016          | 13,56           | 35 625               | 7,79                 | 16 139         | 3,53           | 5 712                      | 1,25                       |
| Псковская область       | 61,24      | 211 265        | 59,69          | 73 073           | 20,64            | 25 824          | 7,30            | 23 760               | 6,71                 | 16 164         | 4,57           | 3 880                      | 1,10                       |
| Новгородская область    | 58,67      | 179 501        | 57,91          | 54 875           | 17,70            | 27 017          | 8,72            | 22 955               | 7,41                 | 22 066         | 7,12           | 3 556                      | 1,15                       |
| Байконур                | 70,40      | 7 509          | 70,79          | 1 288            | 12,14            | 722             | 6,81            | 586                  | 5,52                 | 317            | 2,99           | 185                        | 1,74                       |
| За пределами РФ         | 96,22      | 323 686        | 73,24          | 31 785           | 7,19             | 59 942          | 13,56           | 12 006               | 2,72                 | 8 674          | 1,96           | 5 838                      | 1,32                       |
| Всего                   | 65,34      | 45 602 075     | 63,60          | 12 318 353       | 17,18            | 5 722 508       | 7,98            | 4 458 103            | 6,22                 | 2 763 935      | 3,85           | 836 691                    | 1,17                       |

## Поздравления и пожелания победителю
5 марта 2012 года с победой Владимира Путина поздравили два других кандидата в президенты России — Владимир Жириновский и Сергей Миронов.
В этот же день приветственную телеграмму с искренними поздравлениями от себя лично и всего сирийского народа, в связи с избранием его на пост президента РФ, прислал В. В. Путину президент Сирии Б. Асад.
С избранием на пост президента В. В. Путина поздравил президент Ирана М. Ахмадинеджад. Он также выразил надежду, что плодотворное сотрудничество двух стран продолжится на взаимовыгодной основе.
10 марта В. В. Путина по телефону поздравили президент США Барак Обама и лидер КНДР Ким Чен Ын.
Представитель миссии ОБСЕ, наблюдавшей за президентскими выборами, Тонино Пикула пожелал российским властям обратить внимание на замечания и рекомендации ОБСЕ и начать реформу избирательного законодательства, чтобы «добиться честной конкуренции на будущих выборах».

## Критика и протесты

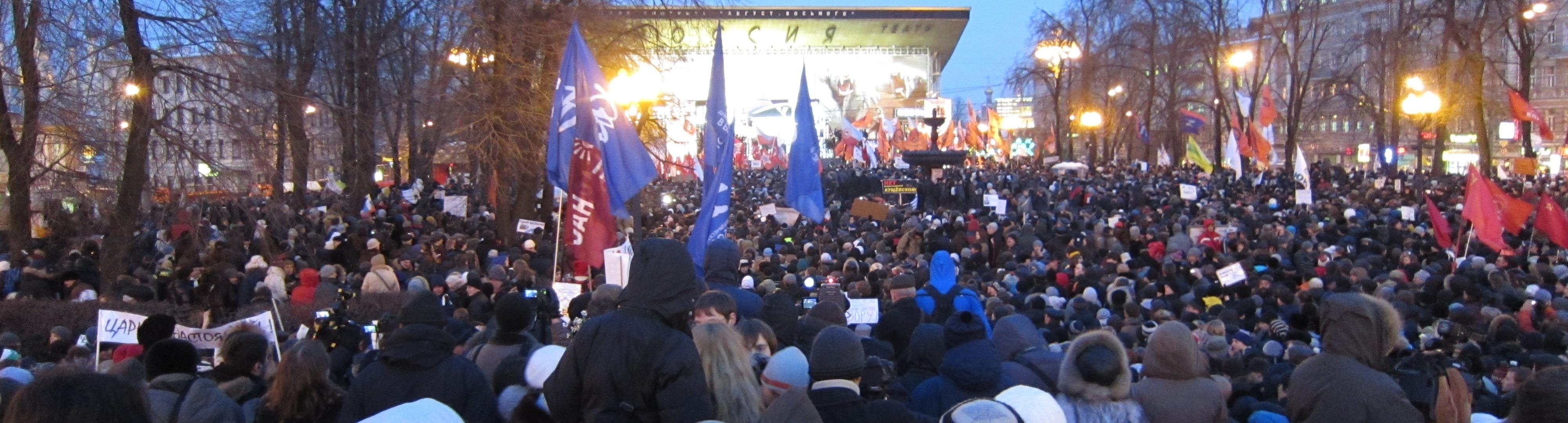
Массовый антипутинский митинг на Пушкинской площади в Москве 5 марта 2012 года — в день объявления предварительных результатов голосования

Представители парламентской и непарламентской оппозиции и журналисты заявляют об изначальной нелегитимности выборов и о наличии большого количества нарушений уже до дня голосования: препятствия для выдвижения и регистрации кандидатов, несбалансированное освещение кампании в государственных СМИ, административное давление на участников выборов и других. Против нарушений на выборах с 5 декабря в стране проходят массовые акции протеста. Действуют четыре проекта по наблюдению за президентскими выборами — проект Лиги избирателей, проект ассоциации «Голос», «Гражданин Наблюдатель» и «Росвыборы». Однако Сергей Пархоменко заявляет, что «Мы видим сейчас борьбу с наблюдателями… Собирают такой корпус контрнаблюдателей, задача которых будет заключаться в том, чтобы попытаться нейтрализовать тех наблюдателей реальных, которые будут работать на избирательных участках. … мы с вами увидим … что будут бесконечно возникать конфликты, в которых наблюдатели будут говорить о том, что они стали свидетелями каких-то нарушений, а рядом будет возникать контрнаблюдатель, который будет говорить: „А я считаю, что не было нарушений“». Глава ЦИК Чуров уже заявил, что недоволен большим числом наблюдателей на выборах и сказал, что придётся объяснять наблюдателю, что он не прав. Все кандидаты в президенты, кроме Путина, другие политики и эксперты не доверяют результатам проведенных до выборов опросов общественного мнения. По их мнению, второй тур неизбежен и даже сам факт того, что он состоится, будет свидетельствовать о более честных выборах.
По распоряжению главы правительства и одного из кандидатов в президенты Владимира Путина с избирательных участков впервые будет вестись интернет-трансляция.
- Лидеры трех парламентских партий — Геннадий Зюганов (КПРФ), Владимир Жириновский (ЛДПР) и Сергей Миронов («Справедливая Россия») подписали совместное заявление. По мнению лидеров оппозиционных парламентских партий, предстоящие президентские выборы пройдут с нарушениями[110].
- Сергей Миронов: «Нет веры Центральной избирательной комиссии, нет веры Чурову»[64].
- По подсчетам КПРФ, Владимиру Путину уделяется почти две трети эфирного времени на ТВ, тогда как оставшуюся треть делят все остальные кандидаты. Геннадий Зюганов назвал такое положение дел на телевидении «дурным спектаклем», подчеркнув, что нечестная агитационная кампания делает нелегитимными и сами выборы[111]. Также КПРФ как одно из нарушений заметила, что число избирателей в период между выборами возросло на 1,2 млн человек, несмотря на то, что период 1993—1994 года был периодом демографической катастрофы[112].
- 27 января 2012 года Партия народной свободы заявила об изначальной нелегитимности осуществляемой в настоящее время кампании по выборам президента Российской Федерации и считает необходимым добиваться переноса президентских выборов и проведения новых выборов по новым правилам, обеспечивающим равный доступ к ним различных политических сил[113].
- Партия «Другая Россия» провела 21 февраля несанкционированную акцию протеста против нелегитимных президентских выборов, в результате которой около 30 митингующих были задержаны[114][115]. По мнению другороссов, грядущие выборы нельзя считать легитимными, так как на них не были допущены лидер партии Эдуард Лимонов, самовыдвиженец Леонид Ивашов и «яблочник» Григорий Явлинский, что нарушает принцип равного доступа сил к выборам[116].
- Евгения Альбац заявила 16 января в эфире радио «Эхо Москвы»: «Если вы смотрели итоговые программы телеканалов, — они все начинались с Путина, и где-то в подбрюшье висели все остальные кандидаты. Вот ровно поэтому они и нелегитимны — потому что выборы это процесс, равное соревнование»[117].
- Владимир Милов, лидер общественной организации «Демократический выбор»: «Сумма подозрительных голосов, полученных разного рода сомнительными способами, превышает дельту в 9,75 млн голосов, обеспечивших Путину победу в первом туре»[118]. Также Миловым был написан аналитический доклад: «Фальсификации на президентских выборах 4 марта 2012 года».
- Борис Акунин, соучредитель Лиги избирателей: «Пока мы просто хотим, насколько получится, организовать честный мониторинг этих изначально нечестных выборов»[119], «участвовать в легитимизации этих заведомо нелегитимных выборов я не стану. С шулерами за игровой стол не сажусь»[120].
- Сергей Пархоменко заявил, что выборы 4 марта уже сегодня являются нечестными и неравными: в них участвует то политическое меню, которое установил один из кандидатов. А разница в пребывании претендентов на федеральных телеканалах и вовсе может регулироваться уголовным кодексом РФ[121].
- Лолита Цария, член ОГФ: «Выборы главы государства пройдут в неравных условиях, поскольку оппозиция лишена своего представительства, а результаты выборов будут сфальсифированы»[116].
- Виктор Шендерович: «Была думская кампания, которая — заведомо жульническая, заведомо — так же, как, собственно, сейчас и президентские выборы; ясно было, что это переназначение начальства» и «…вот эти президентские выборы, где речь идёт о том… Опять-таки, заведомо понятно, что они не справедливые, не честные, не равные, не свободные, всякое такое»[122].
- Владимир Рыжков (Партия народной свободы) на вопрос «А почему нелегитимные?» ответил: «Он искусственно ограничил соперников, снял Явлинского, сам себе подобрал удобных оппонентов. Это не выборы, это такая же клоунада какими были думские выборы»[123].
- Гарри Каспаров: «4 марта, я полагаю, нас ждут самые масштабные фальсификации в современной российской истории»[123].
- Владимир Кара-Мурза-младший: «Противоречия никакого нет [в том, что по опросам победит Путин, но 5 марта люди выйдут протестовать на улицу], потому что честные выборы подразумевают, что людям есть из кого выбирать. К этим выборам, которые пройдут 4 марта, не допущены кандидаты оппозиции. Это не новость, мы помним как в 2008 году снимали с выборов Буковского и Касьянова. И как в этом году, уже в 2012, совершенно безапелляционно сняли с выборов Григория Явлинского по надуманному поводу. Поэтому не могут быть априори честными выборы, которым не допущены представители оппозиции, а допущены только спарринг-партнёры, заранее утверждённые Кремлём. Поэтому эти выборы сфальсифицированы ещё до того, как в урну опущен первый бюллетень. Когда мы, российское протестное движение требуем честных выборов, мы требуем честных выборов в полном смысле — не только честного подсчёта голосов (хотя это безусловно то, с чего нужно начинать), но и честных выборов в смысле освещения в средствах массовой информации и в смысле доступа кандидатов собственно к избирателям, к избирательных бюллетеням. Поэтому эти выборы будут нечестными, но даже в тех условиях, в которых проводятся эти нечестные выборы Путин по социологическим опросам не побеждает в первом туре», «Режим взял курс на так называемую победу Путина в первом туре, то есть больше 50 %. Мы понимаем, что даже с нечестными выборами, но с относительно честным подсчётом голосов такого не будет. Поэтому если вечером 4 марта господин Чуров объявит, что Владимир Путин набрал 51, 52, 53 %, я думаю, что 5 марта на улицах нашей страны мы увидим митинги гораздо больше, чем то, что мы видим последние 1,5 месяца»[124].
- Алексей Навальный: «Выборы в глубинке будут тотально сфальсифицированы»[125], «Выборы нечестны уже, потому что на выборы уже не допущены Явлинский, Ивашов, Лимонов. У нас есть только подсчёт голосов, который может быть относительно честным или нечестным. Выборов нет. Результат, который будет объявлен 4 или 5 числа, он будет нелегитимный, нечестный и мы его не признаём. Он не будет признан значительной частью населения»[126].
- Ольга Романова заявила, что если Путин по итогам первого тура объявляется победителем, то оппозиция это конечно не признаёт[127].
- Илья Яшин: «Мы будем идти наблюдателями, чтобы продемонстрировать воровство голосов. Они нелегитимны изначально, потому что система такая, когда Путин имеет возможность сам выбирать себе спарринг-партнёров, отсеивая реальных оппонентов. Выборы нелегитимны, потому что 70 % телевизионного эфира на государственных каналах — это сплошной Путин. Выборы нелегитимны, потому что организует всё тот же волшебник Чуров, который уже фальсифицировал выборы 4 декабря»[64].
- Григорий Явлинский заявил, что предстоящие выборы «в любом случае будут нелегитимными, и легитимными они не стали бы, даже если бы разрешили записаться кандидатами в президенты всем членам федерального политсовета „Яблока“»[128].
- Михаил Касьянов: «4 марта в России нет никаких выборов. Выборов в том смысле, который обычно вкладывается в это понятие. Есть тщательно срежиссированное спецмероприятие, итоги которого заранее предрешены: В.Путин должен „одолеть“ других кандидатов, волей или неволей согласившихся участвовать в легитимизации его возвращения в Кремль. Я призываю всех сознательных граждан отнестись к данному мероприятию соответствующим образом. Итак, нужно прийти на избирательные участки и проставить „галочки“ напротив двух, трех, четырёх или всех кандидатов, сделав таким образом бюллетень официально недействительным»[129].
- Рабочие Волгоградского судостроительного завода написали открытое письмо на имя главы региона С. А. Боженова и кандидатов в президенты РФ, где просят вычеркнуть их из списков избирателей на выборах 4 марта: «Причина — катастрофическая ситуация на предприятии. Четыре месяца мы не получаем зарплату. Более того, накануне на предприятии был отключен газ. Есть задолженность за электроэнергию. Мы не видим будущего в работе нашего предприятия, а у многих это единственная возможность заработка»[130].
- Член Центральной избирательной комиссии Е. И. Колюшин представил особое мнение к протоколу о результатах выборов, в котором выразил мнение, что был нарушен принцип свободных выборов[131].
- Наблюдатели от ОБСЕ в понедельник 5 марта заявили, что президентские выборы в России нельзя назвать справедливыми. Предвыборная кампания была лишена честной борьбы, и её трудно назвать свободной. По информации, имеющейся у организации, нарушения: вбросы бюллетеней, сокрытия избирательных листов от наблюдателей и др. — были допущены на трети избирательных участков[107][132].

Депутат Европейского парламента Эвальд Штадлер, также присутствовавший на выборах в качестве наблюдателя, назвал заявление о нарушении порядка голосования на каждом третьем избирательном участке «полным бредом», и обвинил наблюдателей от ОБСЕ в распространении небылиц и целенаправленном очернении России.

### Приписки голосов
По результатам переписки редакции Новой Газеты с Прокуратурой Санкт-Петербурга, последней было подтверждено появление 204 048 чел. в момент голосования, с последующей пропажей 203 392 из них.
Прокуратура разъяснила этот казус: «Указанное увеличение числа избирателей произошло в результате проведенной Санкт-Петербургской избирательной комиссией совместно с органами, осуществляющими регистрацию граждан Российской Федерации по месту пребывания и по месту жительства в пределах Российской Федерации, работы по уточнению сведений регионального фрагмента Регистра избирателей и списка избирателей на выборах президента Российской Федерации 04.03.2012, а также по включению в них избирателей, зарегистрированных по месту жительства во вновь построенных многоквартирных домах на территории Калининского, Красносельского, Приморского и Пушкинского районов Санкт-Петербурга.»
По утверждениям Новой газеты, 95,8 % из этих 203 992 избирателей проголосовали за Владимира Путина, но никаких подтверждений этому не приводится.
Таким образом, с учётом данных проекта «Сводный Протокол Архивная копия от 5 октября 2013 на Wayback Machine» была высказана гипотеза, что приписка голосов за кандидата Владимира Путина в Санкт-Петербурге составляла по крайней мере 17,86 %. Процент голосов, отданных за этого кандидата в Санкт-Петербурге, в действительности составил 40,91 %, то есть так же, как и в Москве не смог преодолеть 50%-й барьер.
В научных реферируемых журналах было опубликовано несколько статей с математическим анализом результатов выборов. Найденные статистические иррегулярности предполагают, что вклад фальсификации в результаты выборов мог быть существенным. Яркой иллюстрацией является большое количество участков с результатами кратными 5 %. Например, в двух территориальных комиссиях Санкт-Петербурга (19 и 27) почти половина участков имеют результат Путина, близкий к 80 %.

### Комментарии
1. 1 2  Город в Казахстане, арендован Россией до 2050 года

### Официальные сайты кампаний кандидатов
- Официальный сайт кандидата в президенты Владимира Жириновского Архивная копия от 21 января 2012 на Wayback Machine
- Официальный сайт Геннадия Зюганова Архивная копия от 8 февраля 2012 на Wayback Machine
- Официальный сайт Сергея Миронова Архивная копия от 3 января 2012 на Wayback Machine
- Официальный сайт кандидата в президенты Михаила Прохорова Архивная копия от 4 марта 2012 на Wayback Machine
- Официальный сайт кандидата в президенты Владимира Путина Архивная копия от 1 марта 2021 на Wayback Machine